# Settimo San Pietro
Settimo San Pietro ist eine italienische Gemeinde mit 6963 Einwohnern (Stand 31. Dezember 2023) in der Metropolitanstadt Cagliari auf der Insel Sardinien.

## Geographie
Das Gebiet der Gemeinde liegt auf einer Höhe zwischen 30 m s.l.m. und 296 m s.l.m. und umfasst eine Fläche von 23,21 km². Ihre Nachbargemeinden sind Quartucciu, Selargius, Serdiana, Sestu, Sinnai und Soleminis. In nächster Nähe liegt das Brunnenheiligtum Cuccuru Nuraxi.
S'acqua 'e is dolus (dt. „das Wasser der Schmerzen“ - mit der Bedeutung „Schmerzen lindernd“) ist ein Domu de Janas (dt. Haus der Feen), etwa einen Kilometer nördlich von Settimo San Pietro.